# Templin
Templin é um município da Alemanha, situado no distrito de Uckermark, no estado de Brandemburgo. Tem 377,01 km² de área, e sua população em 2019 foi estimada em 15.728 habitantes.